# アブドゥッラー・バリデー
アブドゥッラー・ドル・モハンマド・バリデー・バルーシ（英: Abdullah Dor Mohammad Balideh Baloushi, 阿: عبد الله در محمد بليدة البلوشي, 1970年2月14日 - ）はカタール出身のサッカー審判員である。

## 概要
カタール・スターズリーグでサッカー審判員のキャリアを開始した後、2005年にFIFAのライセンスを取得し国際審判員として活動している。母語であるアラビア語の他に、第二言語として英語を使用できる。FIFAにおいてはバリデー・アブドゥッラー・ドル・モハンマド (BALIDEH Abdullah Dor Mohammad, بليدة عبد الله در محمد) 名義で、AFCにおいてはアブドゥッラー・バルーシ (Abdullah Baloushi, عبد الله بليدة)名義で活動している。
AFCチャンピオンズリーグやFIFAワールドカップアジア予選で主審を務めているほか、2011年にはパンアラブ競技大会サッカー競技の決勝戦で主審を務めている。

## 担当した主な国際大会

### FIFAワールドカップ・アジア予選
- 2010 FIFAワールドカップ・アジア予選
  - 4次予選：グループB  アラブ首長国連邦 vs  韓国
- 2014 FIFAワールドカップ・アジア予選
  - 2次予選： ウズベキスタン vs  キルギス
  - 3次予選：グループA  シンガポール vs  中国、グループC  日本 vs  ウズベキスタン[6]、グループD  オーストラリア vs  タイ
  - 4次予選：グループB  ヨルダン vs  オーストラリア、 オマーン vs  日本